# 789 (numero)
Settecentottantanove (789) è il numero naturale dopo il 788 e prima del 790.

## Proprietà matematiche
- È un numero dispari.
- È un numero composto con 4 divisori: 1, 3, 263, 789. Poiché la somma dei suoi divisori (escluso il numero stesso) è 267  < 789, è un numero difettivo.
- È un numero semiprimo.
- È un numero odioso.
- È un numero congruente.
- È un numero intero privo di quadrati.
- È parte delle terne pitagoriche  (789, 1052, 1315), (789, 34580, 34589), (789, 103752, 103755), (789, 311260, 311261).

## Astronomia
- 789 Lena è un asteroide della fascia principale del sistema solare.
- NGC 789 è una galassia spirale della costellazione del Triangolo.
- IC 789 è una galassia nella costellazione della Vergine.

## Astronautica
- Cosmos 789 è un satellite artificiale russo.

## Altri ambiti
- Route nationale 789 è una strada statale della Francia.